# (6748) Bratton
(6748) Bratton (1995 UV30) – planetoida z grupy pasa głównego asteroid okrążająca Słońce w ciągu 3,89 lat w średniej odległości 2,47 j.a. Odkryta 20 października 1995 roku.